# Bergbaukombinat Kara-Balta
Das Bergbaukombinat Kara-Balta ist ein Bergbaukombinat in der kirgisischen Stadt Kara-Balta, das auf die Verarbeitung von Uranerz zu Uranoxid und Produktion von Molybdän spezialisiert ist. Die Anlage wurde 1955 errichtet. Seit 1997 ist das Unternehmen eine Aktiengesellschaft.
Der Komplex umfasst eine hydrometallurgische Anlage, das Zentrale Forschungslabor, die Fabrik „Tscholpon“, eine Eisenbahnwerkstatt, eine Druckerei, einen Kommunikationspunkt, eine Transportstation, eine Abteilung für Bergbau- und Sanierungsarbeiten sowie eine Präventionsklinik. Der größte Anteil der Produktion wird von der hydrometallurgischen Anlage abgewickelt. Ursprünglich als reine Uran-Verarbeitungsstätte geplant, umfasste die Produktion später auch Molybdän, Wolfram, Zinn, Gold, Silber, Schwerspat und Atemschutzausrüstung.